# Matriu normal
En matemàtiques, una matriu quadrada complexa A és normal si
{\displaystyle A^{*}A=AA^{*}\ }
on A* és la matriu transposada conjugada d'A. És a dir, una matriu és normal si commuta amb la seva transposta conjugada.
Una matriu A a entrades reals satisfà A*=AT i, per tant, és normal si ATA = AAT.
La propietat de ser normal és una comprovació útil per saber si una matriu és diagonalitzable: una matriu és normal si i només si és unitàriament semblant a una matriu diagonal i, per tant, qualsevol matriu A que satisfà l'equació A* A=AA* és diagonalitzable.
Hom pot estendre el concepte de matrius normals als operadors normals en un espai de Hilbert de dimensió infinita, i a elements normals en C*-àlgebres. Com en el cas matricial, la normalitat implica que es preserva la commutativitat, allà on sigui possible, en configuracions no commutatives. Això fa que els operadors normals, i els elements normals de C*-àlgebres, siguin més  senzills d'analitzar.

## Casos especials
En l'àmbit de les matrius complexes, qualsevol matriu unitària, hermítica o antihermítica és normal. Similarment, en l'àmbit de les matrius reals, qualsevol matriu ortogonal, simètrica o antisimètrica és normal.
Tot i això, no és cert en general que tota matriu normal sigui o bé unitària o bé (anti)hermítica. Per il·lustrar un contraexemple, la matriu
{\displaystyle A={\begin{pmatrix}1&1&0\\0&1&1\\1&0&1\end{pmatrix}}}
és normal perquè
{\displaystyle AA^{*}={\begin{pmatrix}2&1&1\\1&2&1\\1&1&2\end{pmatrix}}=A^{*}A.}
La matriu A no és ni unitària, ni hermítica ni antihermítica.
La suma o el producte de dues matrius normals no és, en general, normal. Això només és cert si commuten.
Si una matriu A és alhora triangular i normal, llavors A és diagonal. Això es pot verificar tot observant les entrades de la diagonal de A*A i AA*, on A és una matriu normal i triangular.

## Conseqüències
El concepte de normalitat és important perquè les matrius normals són precisament les que compleixen el Teorema espectral: una matriu A és normal si i només si es pot representar mitjançant una matriu diagonal Λ i una matriu unitària U que compleixin la fórmula
{\displaystyle \mathbf {A} =\mathbf {U} \mathbf {\Lambda } \mathbf {U} ^{*}}
on
{\displaystyle \mathbf {\Lambda } =\operatorname {diag} (\lambda _{1},\lambda _{2},\dots )}
{\displaystyle \mathbf {U} ^{*}\mathbf {U} =\mathbf {U} \mathbf {U} ^{*}=\mathbf {I} .}
Els elements λ de la matriu diagonal Λ són els valors propis d'A, i les columnes d'U són els vectors propis d'A. Els valors propis ordenats de Λ es corresponen amb els vectors propis considerats com a columnes ordenades d'U.
Una altra manera de reformular el Teorema espectral és dir que les matrius normals són precisament aquelles que es poden representar per una matriu diagonal respecte a una certa base ortonormal de ℂn. Dit d'una altra manera: una matriu és normal si i només si els seus espais propis generen ℂn i són dos a dos mútuament ortogonals respecte al producte intern definit a ℂn.
El Teorema espectral per matrius normals es pot veure com un cas especial del resultat més general que és vàlid per qualsevol matriu quadrada: la factorització de Schur. De fet, sigui A una matriu quadrada. Aleshores, per la factorització de Schur, aquesta matriu és semblant unitàriament a una matriu triangular superior, diguem-ne B. Si A és normal, llavors també ho és B. Però llavors B ha de ser diagonal, perquè, pel que hem vist més amunt, una matriu normal i triangular superior és diagonal.
El Teorema espectral permet classificar les matrius normals segons llur espectre. Per exemple, una matriu normal és unitària si i només si el seu espectre està contingut en el cercle unitari del pla complex. Addicionalment, una matriu normal és autoadjunta si i només si el seu espectre són tots valors reals.
En general, la suma o el producte de dues matrius normals no té per què ser normal. Tot i això, hi ha un cas especial: si A i B són normals, i es compleix que AB = BA (les matrius A i B commuten), aleshores tant AB com A + B són també normals. Més encara, A i B són diagonalitzables simultàniament, és a dir: tant A com B són diagonalitzables per la mateixa matriu unitària U. Tant UAU* com UBU* són matrius diagonals. En aquest cas especial, les columnes d'U* són vectors propis tant d'A com de B, i formen una base ortonormal dins ℂn. Això és una conseqüència de combinar els teoremes que afirmen que, sobre un cos algebraicament tancat, un parell de matrius commutatives són simultàniament triangularitzables, i que tota matriu normal és diagonalitzable; el resultat combinat diu que aquestes dues transformacions poden fer-se de forma simultània.

## Analogies
De vegades pot ser útil (però també pot portar a confusió) pensar en les relacions dels diferents tipus de matrius normals com a anàlogues a les relacions entre diferents tipus de nombres complexos:
- Les matrius invertibles són anàlogues a nombres complexos no-nuls
- La transposada conjugada és anàloga al complex conjugat
- Les matrius unitàries són anàlogues als nombres complexos de valor absolut 1
- Les matrius hermítiques són anàlogues als nombres reals
- Les matrius hermítiques definides positives són anàlogues als nombres reals positius
- Les matrius antihermítiques són anàlogues als nombres imaginaris purs

(Com a cas especial, els nombres complexos poden injectar-se en les matrius reals normals {\displaystyle 2\times 2} per l'aplicació {\displaystyle a+bi\mapsto {\begin{pmatrix}a&b\\-b&a\end{pmatrix}}}, que conserva la suma i la multiplicació. És fàcil comprovar que aquesta injecció respecta totes les analogies.)